# Блонди (десерт)
Блонди, также известный как блонди брауни или плитка блонди — это мягкий, сладкий американский десерт в виде прямоугольного куска.

## Описание
Блонди похож на традиционный шоколадный брауни, но какао в нём заменено на ваниль, также он содержит коричневый сахар. Блонди изготавливают из муки, коричневого сахара, масла, яиц, разрыхлителя и ванили, также в него можно добавить орехи: грецкие или пекан. Блонди содержит стружку белого или чёрного шоколада, ириса, кокосовую стружку, орехи или кусочки конфет для дополнительной текстуры.
Блонди значительно отличается от брауни из белого шоколада. В отличие от шоколадного брауни, он не содержит ни шоколада, ни шоколадного ароматизатора, только шоколадную стружку. Существует вариант блонди под названием «Конго-бар», который содержит шоколадную стружку и/или грецкие орехи, или кокосовую стружку. Блонди обычно не покрываются глазурью; коричневый сахар достаточно сладкий.
Блонди выпекается на противне в духовом шкафу аналогично брауни, затем нарезается на прямоугольные кусочки для подачи. Часто подаётся с карамельным соусом.